# Habitatge a l'avinguda Generalitat, 15 (el Papiol)
L'Habitatge a l'avinguda Generalitat, 15 és una obra noucentista del Papiol (Baix Llobregat) inclosa a l'Inventari del Patrimoni Arquitectònic de Catalunya.

## Descripció
Edifici de planta rectangular, amb planta baixa, primer pis i coberta a dues aigües. Presenta a més, un cos lateral afegit a l'Est, d'una sola planta. Les obertures estan realitzades en arc de carpanell i emmarcades per un cos a manera de frontó i ventalla calada. Les peanyes dels balcons simulen sanefes. Corona la façana un frontó ondulat amb motllures. La façana està pintada de blanc i l'ornamentació és tota grana, respectant els colors inicials de la construcció.
L'edifici va ser construït entre mitjaneres i en quedar aïllat, s'hi van fer reformes i es van obrir les finestres laterals.